# Alejandro García Schnetzer
Alejandro García Schnetzer (n. en Buenos Aires en 1974) es un escritor, traductor y editor. Estudió Edición en la Universidad de Buenos Aires y en la Universitat de Barcelona. Publicó su primera novela Requena en 2008, a la que siguieron Andrade en 2012 y Quiroga en 2015, todas en Editorial Entropía. En 2017 publicó Faubourg sentimental junto al dibujante José Muñoz en Futuropolis - Éditions Gallimard.

## Obra
Novelas:
- Requena (2008)
- Andrade (2012)
- Quiroga (2015)
- Faubourg sentimental junto al dibujante José Muñoz (2017)
- Requena traducción al francés en la editorial L'atinoir  con dibujo de Antonio Seguí para la ilustración de la portada (2021),

Literatura infantil:
- Un cuento del mar (2005) luego publicado como El castillo de arena (2012)
- El circo raro (2009)
- Don Hipólito navegante junto al pintor Antonio Seguí (2012)

Traducciones:
- Diderot. Carta sobre el comercio de libros (2003)
- Eça de Queirós. El mandarín (2007)
- Fernando Pessoa. Cartas a Ophelia (2010)
- Clarice Lispector. Un ser llamado Regina (2017)
- Clarice Lispector. De Natura Florum (2020)

## Edición y docencia
Desde el año 2000 concibe y desarrolla proyectos editoriales que publican sellos de Asia, América y Europa. Vive en Barcelona desde el año 2001. Ha impartido cursos sobre edición y lectura en instituciones culturales y universitarias de Argentina, España, Francia, México y Portugal. Se desempeñó como director de colecciones en la editorial Libros del Zorro Rojo.